# Agregador de notícias
Um agregador de notícias é um tipo de software para assinar fontes de notícias em RSS, Atom e outros formatos derivados de XML, como RDF/XML. O agregador reúne notícias ou histórias publicadas em sites de distribuição da web selecionados e exibe quaisquer novos desenvolvimentos ou mudanças que tenham ocorrido nessas fontes da web ; Ou seja, ele notifica você sobre quais sites adicionaram novos conteúdos desde nossa última leitura e qual é esse conteúdo. Essas informações são conhecidas como feed.

## Na área IT
O agregador é uma espécie de "carteiro" que pega a correspondência de fora, deixa na casa do usuário e o notifica (por som, visual, etc.), poupando-o do trabalho de verificar as notícias regularmente visitando vários sites. O seu funcionamento é próximo do de um sistema de mensagens electrónicas quase em tempo real que se limitaria à leitura das mensagens recebidas (o “thread” de sindicação) . Exceções são postagens de blog, para as quais alguns agregadores permitem que comentários sejam postados. Um agregador só pode processar informações especialmente estruturadas usando uma técnica específica.
Fontes de conteúdo (geralmente sites) fornecem o endereço de um feed de distribuição que é atualizado com mais ou menos regularidade. Esta primeira fase, chamada de “sindicação de conteúdo”, estrutura os dados para o agregador. A agregação envolve assinar um ou mais desses feeds de distribuição. O agregador detecta suas atualizações e notifica o usuário imediatamente, sem que este precise visitar periodicamente os sites que transmitem os feeds de distribuição aos quais se inscreveu. Cada tópico é associado a uma pasta no agregador, que contém as diferentes entradas no tópico, geralmente em ordem cronológica inversa (entradas mais recentes primeiro). A detecção de novos itens em um tópico é periódica, ou seja, realizada a pedido do usuário, que pode atualizar toda ou parte de suas assinaturas quando desejar.
O agregador geralmente permite que você visualize uma lista de tópicos registrados, classificados em ordem alfabética ou por tema. Para cada thread, os últimos n elementos são listados ( n escolhidos pelo usuário ou fixos). Para cada item (postagem, artigo, etc.) um resumo ou seu conteúdo completo pode ser exibido. Como resultado, o usuário pode ser obrigado a sair do agregador para ler o conteúdo no site de onde ele foi retirado, ou lê-lo integralmente em seu software.

### Tecnologia
Agregadores que processam feeds de distribuição estruturados são, em sua maioria, softwares clientes que interpretam arquivos de texto de conteúdo marcado. XML é amplamente utilizado, por exemplo , para feeds RSS e Atom. Não confundir com curadores cuja atividade consiste em classificar de forma inteligente o conteúdo da web, embora possam ser complementares.

### Usos
Os feeds de distribuição são amplamente utilizados em blogs: cada nova postagem é transmitida quase em tempo real para pessoas inscritas no feed do blog, que podem lê-la diretamente em seu agregador. Esse método de rastreamento está começando a ser adotado em massa por sites de notícias, como jornais online cujo conteúdo, renovado arbitrariamente ou em ciclos, pode ser agrupado em temas pelo usuário. A maioria dos agregadores facilita o rastreamento desses feeds categorizando-os em pastas e subpastas.
Agregação e distribuição são duas faces da mesma moeda, que visa oferecer aos usuários conteúdo descentralizado: criado em locais isolados na internet, ele deve ser facilmente transmitido pela rede e também deve poder ser agrupado pelo usuário e leitor, em temas arbitrários, sem perder sua coerência. O agregador tenta facilitar a organização do conteúdo, além de ser uma ferramenta de controle de tempo.

### Interface de acesso ao serviço
Existem duas maneiras de armazenar fios:
- por software executado localmente, a ser instalado;
- registrando-se em sites de gerenciamento e compartilhamento de tópicos. O agregador é então uma aplicação web, não um software clássico. Isso evita a necessidade de usar softwares de criação de feeds específicos para cada sistema operacional (Feed Editor, RSS Wizard, Feed Mix no Windows), que exigem que o arquivo XML seja carregado on-line via protocolo FTP para ser acessível aos usuários da Internet via protocolo HTTP . Eles fazem parte do conceito de "trabalho remoto" iniciado pelo WebDAV e depois pelos sistemas de gerenciamento de conteúdo que utilizam fortemente o conceito de clientes leves baseados na tecnologia AJAX (JavaScript).

### Software

#### Livres
- Mozilla Thunderbird
- Tiny Tiny RSS (PHP, MySQL)
- FreshRSS (PHP, MySQL, SQLite ou PostgreSQL)
- RSSOwl (java)
- Leed (PHP, MySQL)
- Liferea (C, GTK)
- KrISS-feed (PHP)
- Reportlinker (site)
- Miniflux (Golang, Postgresql)
- Selfoss (PHP, MySQL ou SQLite)
- Rssmonster (PHP, MySQL)
- readerself (PHP, MySQL ou SQLite)
- NewsBlur (Python)
- FeedHQ (Python)
- Flym (Android)  [1]
- RSS Guard (C++)  [2]

#### Proprietários
- Inoreader
- Netvibes
- Microsoft Outlook
- Google Reader: descontinuado em julho de 2013

## No mercado de energia
O agregador é um serviço (e uma profissão emergente), ligado à abertura do comércio de eletricidade , mas sobretudo ao desenvolvimento das energias renováveis ou “fatais” e por natureza mais irregulares. Visa equilibrar a oferta e a procura de eletricidade na rede elétrica a partir de um conjunto de centrais elétricas complementares (por exemplo , eólica , solar , hidráulica , biogás ). Para isso, gerencia injeções descentralizadas de energia na rede, possíveis meios de armazenamento de eletricidade e o aumento e redução da produção de energia. Ela atua como intermediária entre os produtores de eletricidade e o mercado de eletricidade. Ela compra a produção de seus parceiros e a vende diretamente aos clientes ou à bolsa de energia elétrica. Existe um mercado semelhante para a agregação da redução do consumo de eletricidade .
Alguns agregadores desenvolveram suas próprias ferramentas de gestão ("usina virtual" e sistema de informação em tempo real sobre as usinas que administram e a rede elétrica que fornecem). Outros buscam descentralizar o gerenciamento de rede por meio de uma rede inteligente e medidores e sensores inteligentes, e essas soluções também podem ser combinadas. Na França, é preciso ser homologado e ter comprovação de capacidade de fornecimento aos seus clientes (para evitar apagões na rede ); No contexto da liberalização do mercado de energia, as declarações de capacidade são chamadas de “garantias de capacidade” (valores que podem ser trocados ou resgatados por dinheiro com fornecedores no mercado de capacidade ). Contribui também para a divulgação e circulação de garantias de origem.

## No mercado de serviços
Uma nova geração de agregadores visa agregar um grande número de serviços relevantes para a atividade do usuário em uma única plataforma. Os usuários poderão, assim, utilizar os serviços oferecidos sem precisar criar uma conta em cada um dos parceiros e sem precisar mudar de interface.
Normalmente, esses agregadores usam APIs para oferecer aos usuários a experiência mais tranquila possível.

## Filtração de alimentação
Um dos problemas com agregadores de notícias é que o volume de artigos às vezes pode ser esmagador, especialmente quando o usuário tem muitas assinaturas da web. Como solução, muitos leitores de feed permitem que os usuários marquem cada fonte com uma ou mais palavras-chave que podem ser usadas para classificar e filtrar artigos disponíveis em categorias facilmente navegáveis. Outra opção é importar o perfil de atenção do usuário (em linguagem APML ) para filtrar itens com base em sua relevância para os interesses do usuário.